# Cocculina fenestrata
Cocculina fenestrata is een slakkensoort uit de familie van de Cocculinidae. De wetenschappelijke naam van de soort is voor het eerst geldig gepubliceerd in 2005 door Ardila & Harasewych.